# Pseudanophthalmus umbratilis
Pseudanophthalmus umbratilis är en skalbaggsart som beskrevs av Krekeler. Pseudanophthalmus umbratilis ingår i släktet Pseudanophthalmus och familjen jordlöpare. Inga underarter finns listade i Catalogue of Life.